# Розвідний ключ

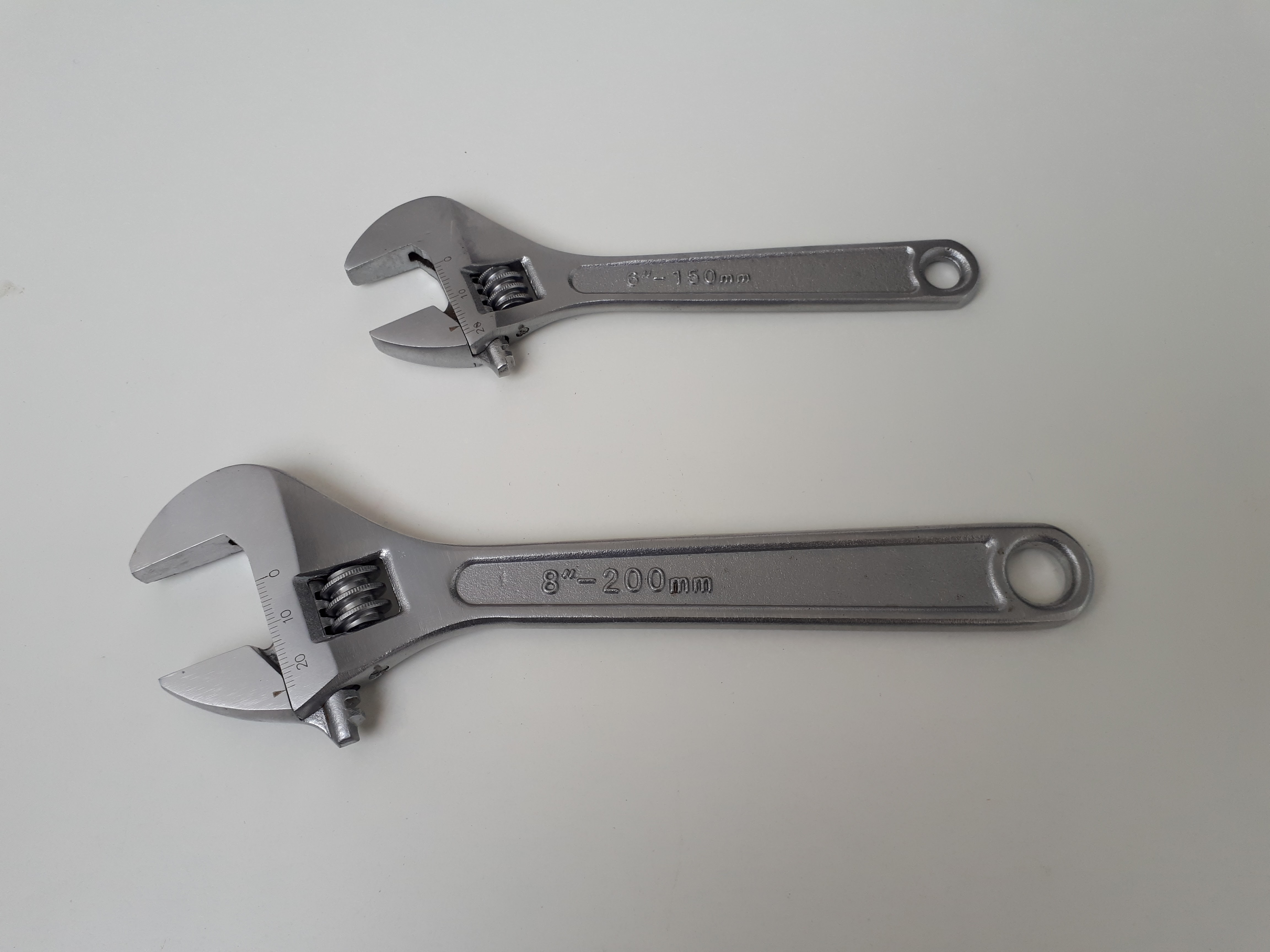
Розвідні ключі різних розмірів

Розвідний ключ (також часто у професійному слюсарному жаргоні «шведський ключ» або «швед») — ручний інструмент, який використовується для обертання гайок, болтів та інших деталей. Є різновидом ріжкового ключа, з регульованими губками. Як правило одна губка зроблена рухомою за допомогою черв'ячної передачі.
Рухома губка кріпиться таким чином, щоб при регулюванні її робоча поверхня лишалась паралельною нерухомій губці, що дозволяє утримувати квадрат або шестигранник болта або гайки всією площею.
Виготовляється з хром-ванадієвої або інструментальної сталі.

## Історія
Деякі джерела називають винахідником регульованого ключа англійського інженера Річарда Кліберна (Richard Clyburn), який запропонував конструкцію в 1842 році, інші — ще одного англійського інженера, Едвіна Бердома Баддінгома (Edwin Beard Budding). Ключ конструкції Кліберна і Баддінга зараз називають «англійським ключем» чи «ключем монкі». Дещо відмінну форму має французький ключ, винахід якого приписують французькому інженеру Ле Руа-Трібо, що отримав патент на конструкцію в 1837 р.. Потім ключ став вдосконалюватися: 22 вересня 1885 року Енох Герріс (Enoch Harris) отримав патент під номером 326868 на ключ з регулюванням як ширини зіва, так і куту ручок. Шведська компанія Bahco приписує винахід поліпшеної конструкції винахіднику Йохану Петтеру Йоханссону (Johan Petter Johansson). який отримав патент у 1892 році.

## Галерея

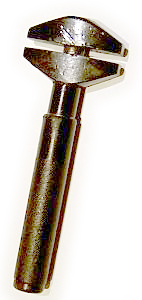
Французький ключ
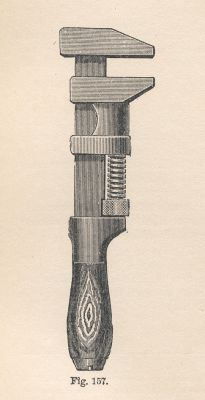
Англійський ключ
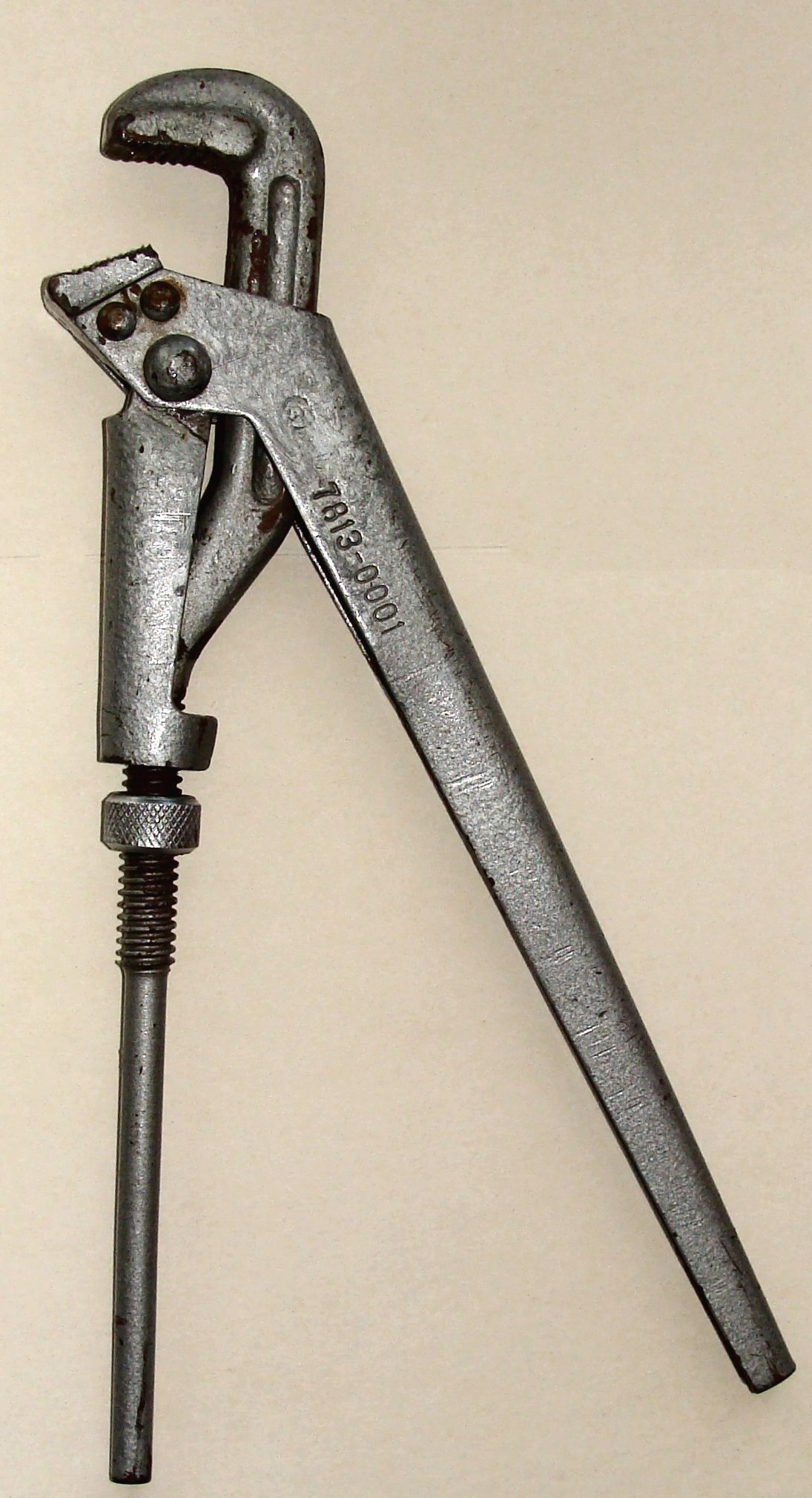
Трубний ключ з двома ручками
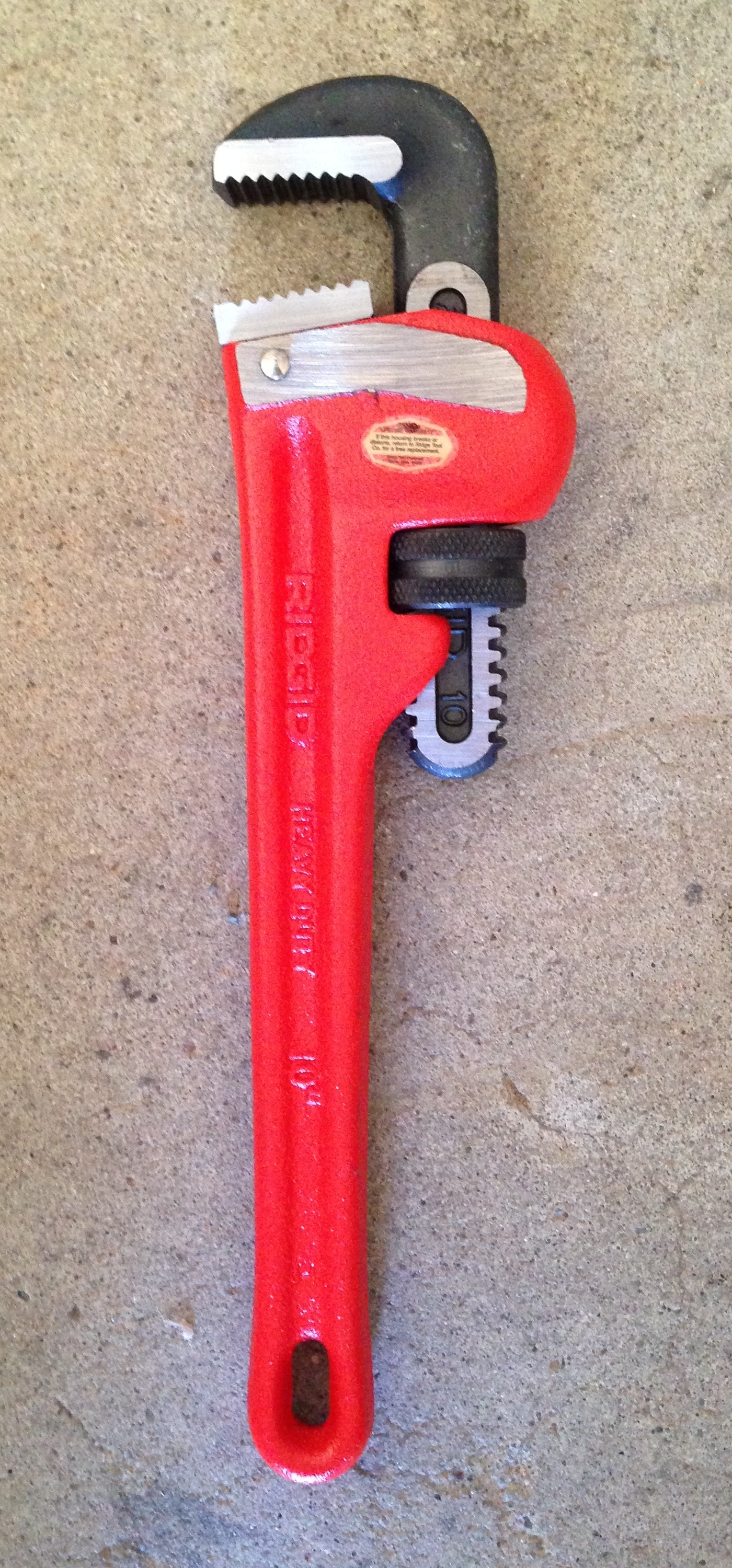
Трубний ключ з одною ручкою (ключ Стіллсона)
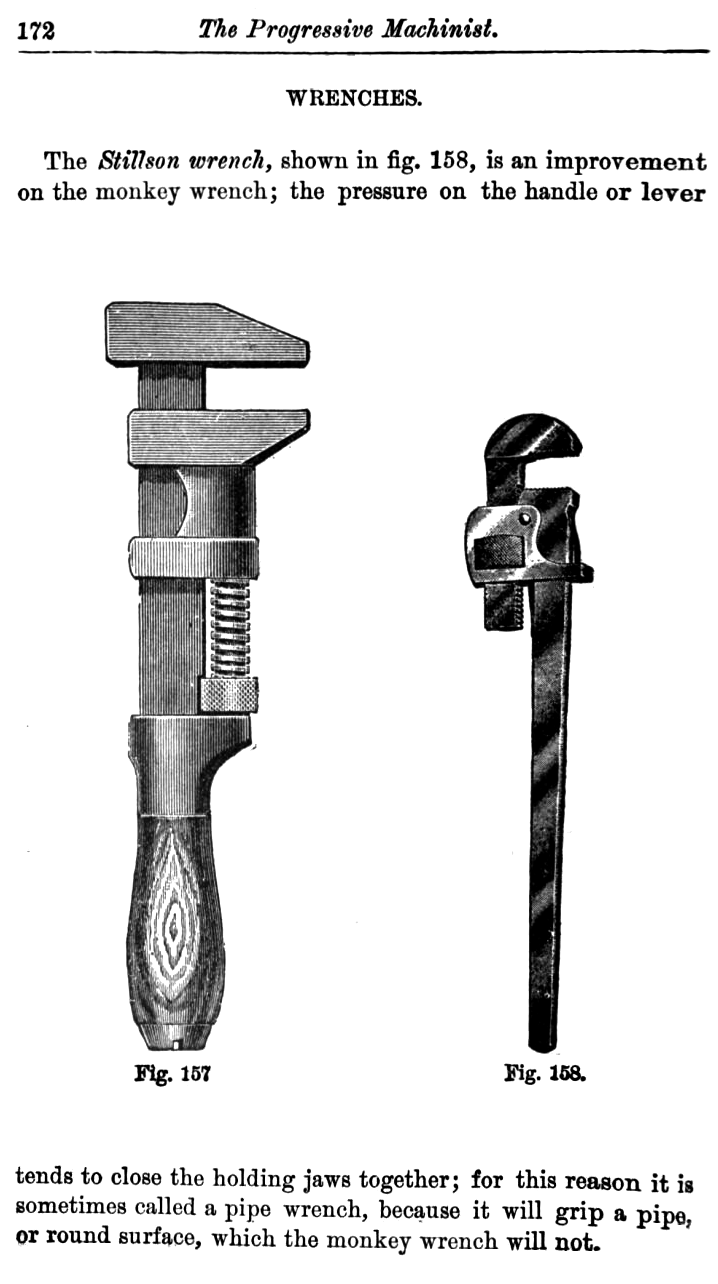
Англійський ключ у порівнянні з трубним ключем Стіллсона
Шведський ключ